# Lars Lindmark
Lars Lindmark, född 3 maj 1922 i Vaksala församling, Uppsala län, död 1992, var en svensk jurist och ämbetsman.
Lars Lindmark blev jur.kand. vid Uppsala universitet 1948 och tjänstgjorde därefter i domstol och på advokatbyrå mellan 1948 och 1951, innan han kom till Regeringskansliet där han blev amanuens i Inrikesdepartementet 1952. Han blev 1:e kanslisekreterare i Kommunikationsdepartementet 1955, budgetsekreterare i Finansdepartementet 1956, byråchef 1957 och budgetavdelningschef 1961.
Lindmark var generaldirektör och chef för Riksrevisionsverket 1965–1973 och vd för Vin & Sprit AB 1974–1986. Från 1986 var han ordförande i Vin & Sprits styrelse.
Vid sidan av detta hade Lars Lindmark en rad andra uppdrag i statliga utredningar och i statsförvaltningen. Han satt i styrelsen för Statskontoret från 1961 och var vice ordförande 1965–1973, vice ordförande i styrelsen för Statens Avtalsverk 1965–1970 och ordförande i riksgäldsfullmäktige 1965–1982. Lindmark var vice ordförande i styrelsen för Sveriges allmänna hypoteksbank 1965–1983, Statens personalutbildningsnämnd 1967–1973 och ledamot i Djurgårdsrådet 1968–1984.
Lindmark hade också styrelseuppdrag i både privatägda och statliga företag, som styrelseledamot i Institutet för företagsledning 1972–1975, i Pribo (Prippbolagen) AB 1973 och styrelseordförande för AB Pripps bryggerier från 1975. Han var styrelseledamot i Investment AB Procordia 1975–1984 och i Procordia Food AB från 1985. Lars Lindmark blev vice ordförande i Sparbanken Stockholm 1976 och var sparbankens ordförande 1977–1982 samt ordförande i Första Sparbanken från 1982. Han blev ordförande för Brygginvest AB 1984 och för Gambrinus 1985 samt styrelseledamot i Lagerkvist & Partners AB 1985.